# Tilly Works for a Living
Tilly Works for a Living è un cortometraggio muto del 1912 diretto da Frank Wilson. Il film fa parte di una serie di comiche interpretate da Alma Taylor e da Chrissie White che resero molto popolari le due giovanissime attrici presso il pubblico britannico di quegli anni.
Si conoscono pochi dati del film che, prodotto dalla Hepworth, fu distrutto nel 1924 dallo stesso produttore. Cecil M. Hepworth, in gravi difficoltà finanziarie, giunse a tanto per poter recuperare il nitrato d'argento della pellicola.

## Produzione
Il film fu prodotto dalla Hepworth.

## Distribuzione
Distribuito dalla Hepworth, il film - un cortometraggio in una bobina  - uscì nelle sale cinematografiche britanniche nel maggio 1912.